# Mannen met Pit
Mannen met Pit was een cabaretduo uit Groningen dat in 1989 werd geformeerd door Machiel Pomp en Ben Jansen. In 1990 deden ze met een programma van een kwartier mee aan de Pythische Spelen te Enschede en bereikten de finale van het cabaretconcours. In 1991 schreven ze zich in voor het Groninger Studenten Cabaret Festival. 
In een ijzersterk deelnemersveld met latere winnaars Ajuinen en Look (Mike Boddé en Thomas van Luyn), Kees en ik (Kees Torn en Gerrie Hondius) en de Afwezige Vrienden (Bart Feikens, Patrick Stoof en Alberto Klein Goldewijk) wist de groep in De Oosterpoort ook daar de finale te behalen. 
Nadat Pomp in 1993 naar Rotterdam verhuisde, ging het duo uit elkaar. Pomp maakte nog één solo-voorstelling ("Man Bevuilt Nest") waarmee hij, na het behalen van de tweede plaats op het festival Cameretten in 1995, nog enige tijd rondtoerde. In 1996 gaf Pomp de voorkeur aan een 'maatschappelijke carrière' en werd hij fulltime docent in het voortgezet onderwijs.